# Indiana Pacers
O Indiana Pacers é um time americano de basquete profissional com sede em Indianápolis. Os Pacers competem na National Basketball Association (NBA) como um membro da Divisão Central da Conferência Leste. A equipe foi fundada em 1967 como membro da American Basketball Association (ABA) e tornou-se membro da NBA em 1976 como resultado da fusão entre ABA e NBA.
Eles jogam seus jogos em casa no Gainbridge Fieldhouse. A equipe recebeu o nome em homenagem a história de Indiana com os carros do Indianapolis 500 e com a indústria de corridas.
Os Pacers venceram três títulos, todos na ABA. Eles foram campeões da Conferência Leste em 2000 e 2025. A equipe ganhou nove títulos da divisão. Seis jogadores do Hall da Fama - Reggie Miller, Chris Mullin, Alex English, Mel Daniels, Roger Brown e George McGinnis - jogaram com os Pacers por várias temporadas.

## História

### 1967-1976: Dinastia na ABA
No início de 1967, um grupo de seis investidores (Richard Tinkham, John DeVoe, Chuck DeVoe, Lyn Treece, Chuck Barnes e Bob Collins) reuniu seus recursos para comprar uma franquia e o colocar na American Basketball Association.
Segundo Richard Tinkham, o nome "Pacers" foi decidido através de uma decisão coletiva dos investidores originais. Tinkham, um desses investidores, lembrou que o nome era uma combinação da rica história do estado com os marceneiros e o carro usado para a corrida do Indianapolis 500. O investidor Chuck Barnes também era um entusiasta de corridas de cavalos sendo gerente da apostas de Mario Andretti, AJ Foyt e Rodger Ward. A esposa de Barnes, Lois, sugeriu o nome durante o jantar.
Tinkham disse que a decisão por "Pacers" foi fácil, mas o verdadeiro debate era se o time deveria ser chamado de Indiana ou Indianapolis. Como uma das ideias originais para a equipe era agendar jogos em todo o estado com base em Indianápolis, o nome oficial da equipe se tornou Indiana Pacers.
Nos primeiros sete anos, eles jogaram no Indiana State Fairgrounds Coliseum. Em 1974, eles se mudaram para a nova Market Square Arena, no centro de Indianapolis, onde jogaram por 25 anos.
No início da segunda temporada dos Pacers, o ex-destaque do Indiana Hoosiers, Bob "Slick" Leonard, tornou-se o treinador da equipe, substituindo Larry Staverman. Leonard rapidamente transformou os Pacers em um grande sucesso. Suas equipes foram impulsionadas pelo grande jogo de estrelas como Mel Daniels, George McGinnis, Bob Netolicky, Rick Mount, Freddie Lewis e Roger Brown. Os Pacers foram - e terminaram - como o time de maior sucesso na história da ABA, vencendo três títulos da ABA em quatro anos. Ao todo, eles jogaram em cinco finais da ABA nos nove anos de história da liga, um recorde da ABA.

### 1976-1987: Primeiras temporadas da NBA
Os Pacers foram uma das quatro equipes da ABA que ingressaram na NBA na fusão ABA-NBA em 1976. Para a temporada de 1976-77, os Pacers se uniram à liga junto com Denver Nuggets, New York Nets e San Antonio Spurs.
A liga cobrou uma taxa de inscrição de US $ 3,2 milhões para cada ex-time da ABA. Como a NBA concordaria em aceitar apenas quatro equipes da ABA na fusão ABA-NBA, os Pacers e as outras três equipes sobreviventes da ABA também tiveram que compensar as duas franquias restantes da ABA que não faziam parte da fusão, Spirits of St. Louis e Kentucky Colonels. Como resultado da fusão, as quatro equipes lidaram com problemas financeiros. Além disso, os Pacers tiveram alguns problemas financeiros que datavam de seus dias de minguante na ABA; eles começaram a vender alguns de seus principais jogadores na última temporada da ABA. As novas equipes da NBA também foram impedidas de compartilhar as receitas da TV nacional por quatro anos.
Os Pacers terminou sua temporada inaugural da NBA com um recorde de 36-46. Billy Knight e Don Buse representaram Indiana no NBA All-Star Game. No entanto, este foi um dos poucos pontos positivos dos primeiros 13 anos da franquia na NBA. Durante esse período, eles tiveram apenas duas temporadas com mais vitórias do que derrotas e apenas duas aparições nos playoffs.
Essa fase dos Pacers teve como registro dois dos piores negócios da história da NBA. Em 1980, eles trocaram Alex English para o Denver Nuggets para recuperar o ex-astro da ABA, George McGinnis. McGinnis já havia passado do auge e contribuiu muito pouco durante seu retorno de dois anos. English, por outro lado, se tornou um dos maiores marcadores da história da NBA. No ano seguinte, eles trocaram uma escolha do Draft de 1984 com o Portland Trail Blazers por Tom Owens, que jogou pelo Pacers durante sua última temporada da ABA. Owens jogou um ano pelos Pacers com pouco impacto e ficou fora da liga um ano depois. Como resultado da troca de Owens, eles foram deixados como espectadores no meio de um dos melhores drafts da história da NBA - incluindo estrelas futuras como Michael Jordan, Hakeem Olajuwon, Sam Perkins, Charles Barkley e John Stockton.
Clark Kellogg foi selecionado pelos Pacers no Draft de 1982 e terminou em segundo na votação de Novato do Ano, mas a equipe terminou a temporada de 1982-83 com seu pior recorde de todos os tempos: 20-62. Eles venceram apenas 26 jogos na temporada seguinte. Depois de vencer 22 jogos na temporada de 1984-85 e 26 jogos na temporada de 1985-86, Jack Ramsay substituiu George Irvine como treinador e levou os Pacers a um recorde de 41-41 na temporada de 1986-87 e sua segunda aparição nos playoffs como time da NBA. Chuck Person, apelidado de "The Rifleman" por seu renomado arremesso de longa distância, liderou a equipe em pontuação e ganhou o prêmio de Novato do Ano. Sua primeira vitória nos playoffs da história da franquia na NBA foi conquistada no Jogo 3 da sua primeira rodada, mas foi a única vitória dessa série, pois os Hawks os derrotaram em quatro jogos.

### 1987-2005: Era Reggie Miller

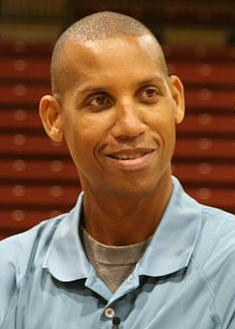
Reggie Miller jogou toda a sua carreira de 18 anos com os Pacers.

Reggie Miller, da UCLA, foi selecionado pelos Pacers no Draft de 1987, iniciando sua carreira como substituto de John Long. Os Pacers não foram para os playoffs na temporada de 1987-88, selecionou Rik Smits no Draft de 1988 e sofreu uma temporada desastrosa em 1988-89, na qual o técnico Jack Ramsay deixou o cargo após um início de 0-7. Mel Daniels e George Irvine foram técnicos interinos antes que Dick Versace assumisse a equipe e terminasse com um recorde de 28-54. Em fevereiro de 1989, a equipe trocou o veterano Herb Williams para o Dallas Mavericks em troca do futuro Sexto Homem da NBA, Detlef Schrempf.
De 1989 a 1993, os Pacers jogariam nos playoffs em todos os anos. Na temporada de 1989–90, Reggie Miller se tornou o primeiro jogador dos Pacers a jogar no All-Star Game desde 1976 com a força de sua média de 24,6 pontos.
Para a temporada de 1992-93, Detlef Schrempf passou de sexto homem para Ala titular e foi eleito para seu primeiro All-Star. Enquanto isso, Miller se tornou o maior artilheiro da história dos Pacers. A equipe voltou aos playoffs com um recorde de 41–41, mas perdeu para o New York Knicks na primeira rodada.

#### 1994–1997: Era Larry Brown
Larry Brown foi contratado como treinador dos Pacers para a temporada de 1993-94. O gerente geral, Donnie Walsh, fez um negócio altamente criticado ao enviar Schrempf ao Seattle SuperSonics em troca de Derrick McKey e do pouco conhecido Gerald Paddio. Os Pacers venceu seus últimos oito jogos da temporada e terminaram com o recorde de vitórias da franquia na NBA, 47 vitórias. Eles passaram por Shaquille O'Neal e Orlando Magic na primeira rodada e ganharam do Atlanta Hawks nas semifinais da Conferência, essas foram as suas primeiras vitórias em série de playoffs na história da franquia.
Com as finais da Conferência Leste de 1994 empatadas no Jogo 5 em Nova York e os Pacers perdendo por 15 pontos no início do quarto quarto, Reggie Miller marcou 25 pontos naquele quarto, incluindo cinco cestas de 3 pontos. Miller também fez o sinal de estrangulamento para o fã número um dos Knicks, Spike Lee, enquanto liderava os Pacers para a vitória. Os Knicks conseguiram vencer os próximos dois jogos e a série.
Mark Jackson se juntou à equipe no período de entressafra, dando à equipe o armador que faltava nos últimos anos. Os Pacers fizeram uma campanha de 52-30 na temporada de 1994-95, dando a eles o primeiro título da Divisão Central e a primeira temporada de mais de 50 vitórias desde os dias da ABA. A equipe varreu o Atlanta Hawks na primeira rodada, antes de outro encontro com os Knicks nas semifinais da Conferência. Mais uma vez, coube a Miller botar fogo no jogo. Desta vez, com os Pacers perdendo por seis pontos com 16,4 segundos restantes no Jogo 1, Miller marcou oito pontos em 8,9 segundos para ajudar a garantir uma vitória de dois pontos. Os Pacers venceram os Knicks em sete jogos mas perdeu nas finais da Conferência Leste para o Orlando Magic.
Os Pacers duplicou seu recorde de 52-30 na temporada de 1995-96, mas foi gravemente ferido por uma lesão na órbita ocular de Reggie Miller em abril, da qual ele não foi capaz de retornar até o Jogo 5 da série da primeira rodada contra os Hawks. Reggie marcou 29 pontos naquele jogo, mas os Hawks saiu com uma vitória de dois pontos para acabar com a temporada de Indiana.
Os Pacers não puderam suportar várias lesões em jogadores importantes na temporada de 1996-97, nem conseguiram lidar com a ausência de Mark Jackson, que havia sido negociado com o Denver Nuggets antes da temporada (embora eles tenham adquirido Jackson novamente no prazo de negociação). Eles terminaram com um recorde de 39-43 e não foram para os playoffs pela primeira vez em sete anos. Após essa temporada, o técnico Larry Brown deixou o cargo.

#### 1997–2000: Era Larry Bird
Na temporada de 1997-98, o nativo de Indiana e o ex-jogador Boston Celtics, Larry Bird, foi contratado como treinador. Ele levou os Pacers a uma melhoria de 19 vitórias em relação à temporada anterior, terminando com um recorde de 58-24. Chris Mullin se juntou à equipe no período de entressafra e imediatamente se tornou uma parte valiosa da equipe. Os treinadores assistentes Rick Carlisle, encarregado do ataque e Dick Harter,  encarregado da defesa, foram essenciais para tirar o máximo proveito de Dale Davis, Derrick McKey e o jovem Antonio Davis. Miller e Rik Smits foram selecionados para o All-Star Games naquele ano e, nos playoffs, os Pacers passou por Cleveland Cavaliers e New York Knicks antes de ser derrotados pelo Chicago Bulls em sete jogos na final da Conferência Leste.
Na temporada de 1998–99, que foi menor, os Pacers venceu a Divisão Central com um recorde de 33–17 e varreu o Milwaukee Bucks e o Philadelphia 76ers antes de perder para os Knicks em seis finais da Conferência Leste.
Nos playoffs da NBA de 2000, após uma temporada regular de 56-26, os Pacers venceram o Milwaukee Bucks e o Philadelphia 76ers e finalmente chegaram às finais da NBA depois de derrotar os Knicks na final da Conferência Leste.
Sua primeira aparição nas finais da NBA foi contra o Los Angeles Lakers, que encerrou as esperanças de títulos de Indiana em seis jogos.

#### 2000–2005: Era Isiah Thomas
A entressafra trouxe mudanças radicais no elenco dos Pacers: Rik Smits e o técnico Larry Bird se aposentaram, Chris Mullin voltou para sua antiga equipe do Golden State Warriors, Mark Jackson assinou um contrato de longo prazo com o Toronto Raptors e Dale Davis foi negociado com o Portland Trail Blazers em troca de Jermaine O'Neal, que conseguiu uma média de 12,9 pontos em seu primeiro ano como titular. Foi um ano de reconstrução para os Pacers, sob o comando do novo técnico Isiah Thomas, mas a equipe ainda conseguiu voltar aos playoffs, onde perdeu para o Philadelphia 76ers em quatro jogos. Na meia-temporada de 2001-02, os Pacers negociou uma troca com o Chicago Bulls, que enviou Jalen Rose e Travis Best a Chicago em troca de Brad Miller, Ron Artest, Kevin Ollie e Ron Mercer. Miller e Artest, nos próximos anos, continuarão a ser estrelas dos Pacers. A troca reforçou uma equipe que conseguiu retornar aos playoffs, onde perderam para o New Jersey Nets depois de uma prorrogação dupla no Jogo 5.
Os Pacers teve um início de 13-2 na temporada de 2002-03, mas teve baixo desempenho após o intervalo do All-Star, graças em grande parte às múltiplas suspensões de Ron Artest e as tragédias familiares que ocorreram com Jermaine O'Neal, Jamaal Tinsley e Austin Croshere. Os Pacers tiveram uma melhoria substancial e terminaram com um recorde de 48-34, mas foram eliminados para o azarão Boston Celtics na primeira rodada dos playoffs. No período de entressafra de 2003, eles conseguiram assinar novamente com O'Neal em um contrato máximo da NBA e assinaram com Reggie Miller um modesto contrato de dois anos, mas não tiveram condições de manter seu talentoso pivô, Brad Miller. Ele foi negociado com o Sacramento Kings em troca de Scot Pollard, que passou grande parte da temporada seguinte sendo banco de Jeff Foster. Os Pacers também contrataram Larry Bird como presidente da equipe, sua primeira ação foi demitir o técnico Isiah Thomas e substituí-lo por Rick Carlisle.
Carlisle levou a equipe a um recorde de 61-21 na temporada de 2003-04, o melhor recorde da NBA e também o melhor recorde da franquia. Artest foi nomeado o Jogador Defensivo do Ano da NBA. Os Pacers varreram o Boston Celtics com facilidade na primeira rodada e passaram com dificuldades pelo Miami Heat nas semifinais da conferência. O Detroit Pistons provou ser um impedimento para as aspirações de título de Indiana, os derrotando em seis jogos a caminho do título da NBA.
A equipe começou a temporada de 2004-05 de maneira extremamente forte até os infames eventos de 19 de novembro de 2004. No final da vitória dos Pacers sobre o Detroit Pistons no The Palace of Auburn Hills em 19 de novembro de 2004, Ron Artest cometeu uma falta forte em Ben Wallace. Wallace revidou com um empurrão forte e a situação se transformou em uma briga em grande escala com fãs e vários outros jogadores participando. Enquanto Artest estava em cima da mesa dos juízes, o fã dos Pistons, John Green, jogou uma Diet Coke em Artest, fazendo com que ele o atacasse nas arquibancadas. Stephen Jackson o seguiu para as arquibancadas enquanto Jermaine O'Neal atingiu um fã que entrou na quadra. O jogo foi encerrado com 46 segundos restantes no relógio e os Pacers deixaram a quadra em meio a uma chuva de cerveja e outras bebidas que choveram das arquibancadas.
Vários jogadores envolvidos foram suspensos pelo comissário da NBA, David Stern. Artest foi suspenso pelo resto da temporada regular e pelos playoffs, um total de 73 jogos - a suspensão mais longa por um incidente em quadra da história da NBA. Outras suspensões incluíram Jackson (30 jogos), O'Neal (25 jogos), Wallace (6 jogos) e Anthony Johnson (5 jogos).
Após a briga e as suspensões que se seguiram, os Pacers caíram na Divisão Central. Eles passaram de um candidato legítimo a uma equipe com uma baixa porcentagem de vitórias. Apesar das dificuldades, a equipe teve a 6° melhor campanha da conferência com um recorde de 44-38.
Apesar das adversidades que enfrentaram, os Pacers foram para os playoffs pela 13ª vez em 14 anos. Na primeira rodada, eles derrotaram o campeão da Divisão Atlântica, Boston Celtics, em sete jogos. Os Pacers então avançaram para a segunda rodada contra o Detroit Pistons, em uma revanche das finais da Conferência Leste do ano anterior. A série contou com jogos no The Palace of Auburn Hills, o cenário da grande briga. Os Pacers não conseguiram repetir suas vitórias contra os Pistons e perderam a série por 4-2. O Jogo 6 foi em 19 de maio de 2005; Reggie Miller, em seu jogo final da NBA, marcou 27 pontos e recebeu uma enorme ovação de pé. Apesar do esforço de Miller, a equipe perdeu, enviando Miller para a aposentadoria sem um título da NBA em seus 18 anos de carreira, todos com os Pacers. Miller teve sua camisa nº 31 aposentada em 30 de março de 2006.

### 2005–2010: Era Danny Granger

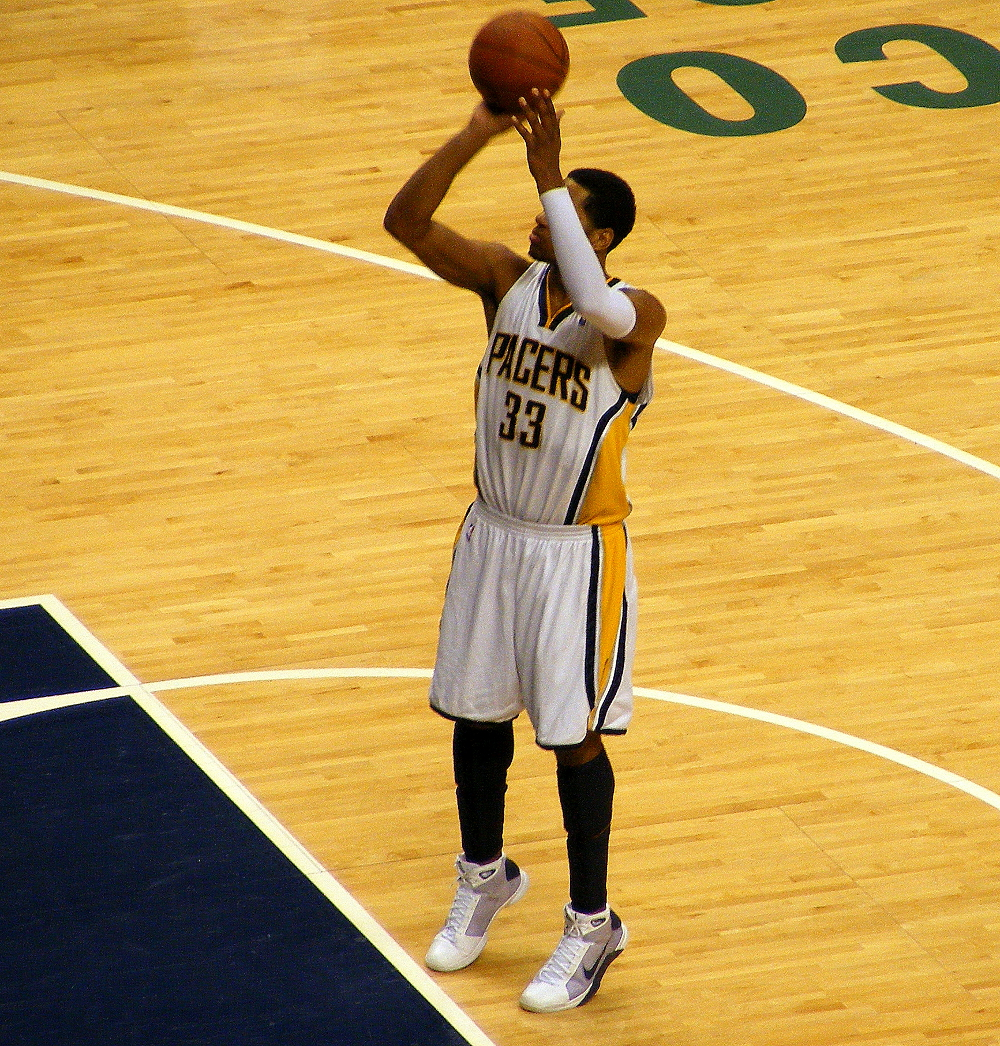
Danny Granger liderou o time em pontuação por cinco temporadas consecutivas

Apesar da perda de Reggie Miller e muitas lesões importantes, os Pacers foram para os playoffs em 2006 pela 14ª vez em 15 anos. No Jogo 6 da primeira rodada contra o New Jersey Nets, Anthony Johnson marcou 40 pontos mas a temporada dos Pacers chegou ao fim com a derrota por 96-90.
A temporada de 2006-07 foi uma das piores temporadas da história da equipe. Os Pacers, que terminaram com um recorde de 35–47, erraram quase tudo que fizeram. O ponto de virada da temporada seria uma série de 11 derrotas que começaram na pausa para o All-Star. Lesões de Jermaine O'Neal e Marquis Daniels, falta de um sólido armador reserva, uma troca no meio da temporada que interrompeu a química da equipe, os fracos esforços defensivos e a pior equipe ofensiva da NBA foram as principais razões para isso. A derrota em 15 de abril para o New Jersey Nets eliminou a equipe dos playoffs pela primeira vez desde a temporada de 1996-97.
Em 10 de abril de 2007, os Pacers anunciaram a demissão do treinador Rick Carlisle, com o primeiro recorde de derrotas do Pacers em dez temporadas sendo a principal razão para a demissão. Em 31 de maio de 2007, Jim O'Brien foi nomeado seu sucessor. Ele deixou claro que pretendia levar a equipe de volta aos playoffs na temporada de 2007-08 com um estilo mais acelerado em oposição ao estilo mais lento e meticuloso de Carlisle. Muitas pessoas observaram que esse estilo, embora emocionante às vezes, falhou em produzir um recorde de vitórias e a incapacidade de O'Brien de mudar seu estilo para se adequar melhor ao seu talento disponível prejudicou a equipe.
Apesar de não ter ido aos playoffs em temporadas consecutivas pela primeira vez desde os anos 80, a temporada de 2007-08 exibiu muitos sinais de crescimento na equipe, especialmente no final da temporada. Apesar do recorde de 36-46, os Pacers tiveram um final forte de temporada. Danny Granger e Mike Dunleavy foram os primeiros jogadores da equipe a marcar 1,500 pontos cada em uma única temporada desde que Reggie Miller e Detlef Schrempf fizeram isso no início dos anos 90.
No final da temporada, Donnie Walsh, CEO e Presidente da Pacers Sports & Entertainment, deixou a equipe para se juntar ao New York Knicks. Todas as tarefas relacionadas a basquete foram atribuídas ao presidente de operações de basquete, Larry Bird. Os papéis relacionados a negócios foram atribuídos ao co-proprietário Herb Simon e Jim Morris, que foi promovido a Presidente da Pacers Sports & Entertainment.
Na temporada de 2009-10, os Pacers não foram para os playoffs pelo 4° ano seguido. A equipe mostrou sinais de vida perto do final da temporada, vencendo quase todos os seus últimos 14 jogos.

### 2010–2017: Era Paul George

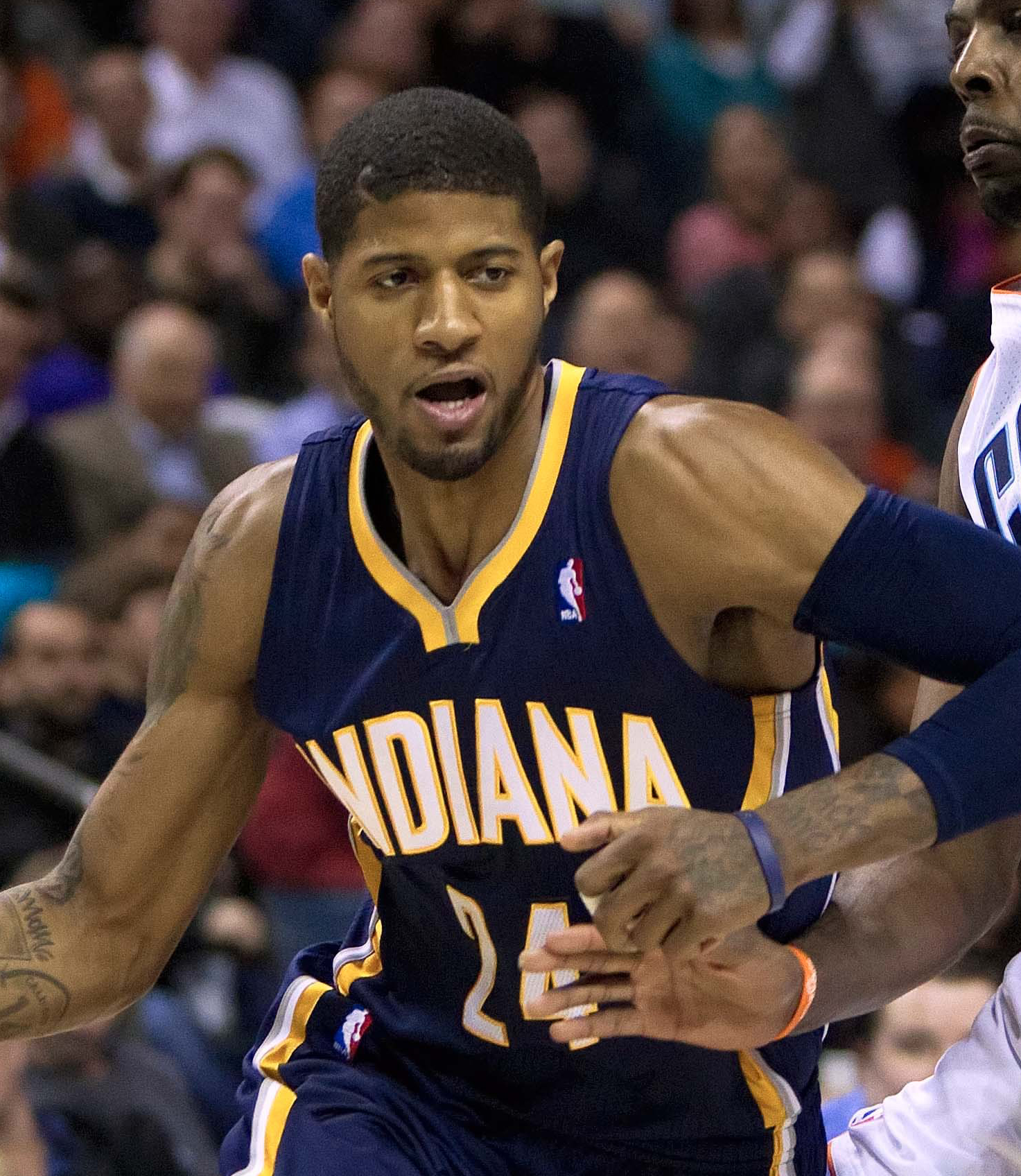
Paul George com os Pacers em 2014

No Draft da NBA de 2010, os Pacers selecionaram Paul George com a 10ª escolha geral e Lance Stephenson com a 40° escolha geral.
Na temporada de 2010-11, o time teve um recorde de 2–3 nos cinco primeiros jogos. Em 9 de novembro, em um jogo em casa contra o Denver Nuggets, o time marcou 54 pontos no 3º quarto, a caminho de uma derrota por 144-113. Liderada pelos 24 pontos de Mike Dunleavy no período, a equipe estabeleceu um recorde da franquia de mais pontos em um quarto e ficou apenas quatro pontos abaixo do recorde de todos os tempos da NBA (58) estabelecido na década de 1970.

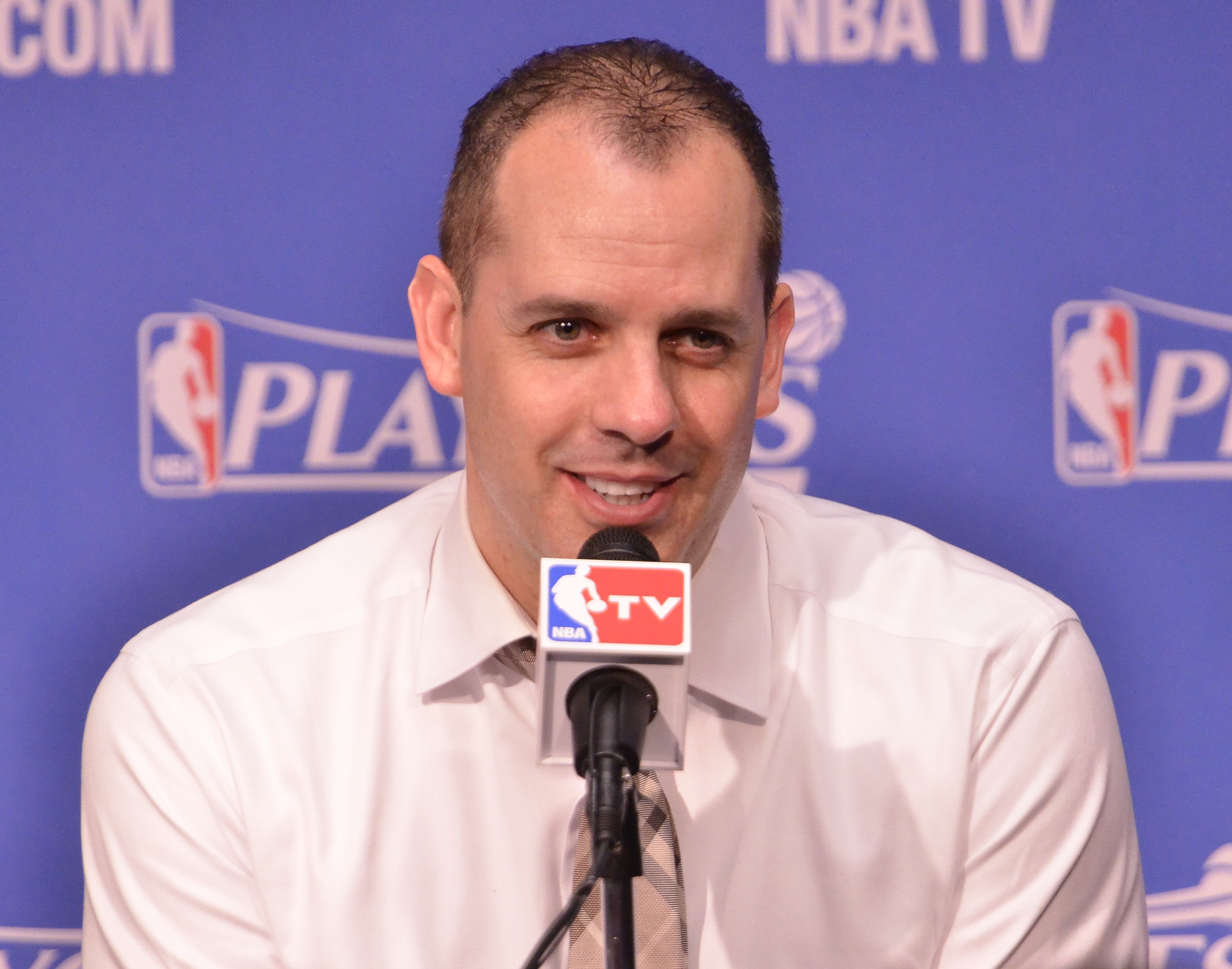
Frank Vogel foi o treinador dos Pacers de 2011 a 2016

Em 30 de janeiro de 2011, os Pacers demitiram Jim O'Brien de suas funções de treinador e nomeou o treinador assistente Frank Vogel como o técnico interino.
Com uma vitória sobre o Washington Wizards em 6 de abril de 2011, os Pacers conquistaram uma vaga nos playoffs pela primeira vez desde 2006. Na primeira rodada, eles foram derrotados pelo Chicago Bulls em cinco jogos. Apesar de uma comparação desequilibrada em termos de recordes de vitórias e derrotas das duas equipes, três das quatro derrotas dos Pacers foram próximas, perdendo os jogos 1 a 3 por uma média de cinco pontos.
Os Pacers nomearam Vogel como seu treinador permanente em 7 de julho de 2011. Eles adquiriram George Hill do San Antonio Spurs na noite do draft de 2011.
No final da temporada de 2011-12, a equipe, liderada por Danny Granger, foram para os playoffs como a terceira melhor campanha na Conferência Leste. Eles terminaram com um recorde de 42-24, o melhor recorde desde a temporada de 2003-04. Em 8 de maio de 2012, os Pacers derrotou o Orlando Magic por 105–87 para vencer sua primeira série de playoffs desde 2005 e jogar contra o Miami Heat nas semifinais da Conferência Leste. Apesar de uma série muito disputada entre os dois, o Heat venceu o Jogo 6 e encerrou a série em 4-2.
Na temporada seguinte, Granger teve uma lesão no joelho e conseguiu jogar apenas 5 jogos. Granger retornou durante a temporada de 2013–14, mas não conseguiu recuperar sua forma das temporadas anteriores. Ele foi então negociado com o Philadelphia 76ers por Evan Turner e Lavoy Allen.
Em 26 de junho de 2012, o gerente geral, David Morway, renunciou oficialmente. No dia seguinte, presidente de operações de basquete, Larry Bird deixou o cargo. Bird e Morway foram substituídos oficialmente por Donnie Walsh e Kevin Pritchard, respectivamente. Walsh retornou à organização depois de passar as três temporadas anteriores nos Knicks. Pritchard foi promovido depois de servir como diretor da equipe. No Draft da NBA de 2012, os Pacers selecionaram Miles Plumlee com a 26ª escolha geral e adquiriu Orlando Johnson, a 36ª escolha do Sacramento Kings.
Em 7 de abril de 2013, os Pacers conquistaram seu primeiro título da Divisão Central desde a temporada de 2003-04. Eles terminaram a temporada de 2012–13 com um recorde de 49–32, a 3ª melhor campanha na Conferência Leste, e venceram o Atlanta Hawks na primeira rodada dos playoffs. Eles venceram o New York Knicks em seis jogos para avançar para as finais da Conferência Leste pela primeira vez desde 2004 para enfrentar os campeões, Miami Heat. Os Pacers foram derrotados pelo Miami no Jogo 7 por 99-76.
Um ano depois de deixar o cargo, Larry Bird retornou como presidente de operações de basquete. Donnie Walsh, que foi trazido de volta para ocupar o cargo de Bird, foi nomeado consultor. No Draft da NBA de 2013, os Pacers selecionaram Solomon Hill com a 23ª escolha geral. Durante a entressafra de 2013, a equipe fez do fortalecimento de seu banco uma prioridade, resultando nas aquisições de C. J. Watson, Chris Copeland e Luis Scola.
A temporada de 2013-14 viu os Pacers ter uma primeira metade da temporada explosiva quando eles começaram com um recorde de 33–7, graças à ascensão de Paul George e Lance Stephenson. Paul George e Roy Hibbert foram selecionados para o All Star Game. No entanto, após a pausa, a equipe entrou em colapso com rumores de brigas no vestiário sendo uma potencial causa. Independentemente disso, eles conseguiram garantir a melhor campanha no Leste e terminaram a temporada com um recorde de 56–26.
Os Pacers começou os playoffs contra o Atlanta Hawks, que conseguiu garantir a oitava melhor campanha com um recorde de 38-44. Em 3 de maio de 2014, os Pacers hospedaram um Jogo 7 em casa pela primeira vez na história da franquia. Indiana venceu o jogo por 92-80. Os Pacers derrotaram o Washington Wizards em 6 jogos nas semifinais e garantiram uma revanche com o Miami Heat. Eles surpreenderam muitos críticos, vencendo o Jogo 1 por 107-95, eles acabaram perdendo os próximos 3 jogos para o Heat antes de conseguirem evitar a eliminação no Jogo 5 com uma vitória apertada. O jogo foi notável pelo infame incidente em que Lance Stephenson soprou no ouvido de LeBron James. Apesar da vitória, os Pacers foram eliminados no Jogo 6 pelo Miami Heat pelo terceiro ano consecutivo.

#### 2014–2017
Em 1 de agosto de 2014, Paul George, que estava em preparação para jogar a Copa do Mundo, sofreu uma fratura catastrófica na perna direita (tíbia e fíbula) enquanto tentava marcar James Harden. Esperava-se que ele perdesse toda a temporada de 2014-15. Em 5 de abril de 2015, ele voltou de sua lesão para jogar contra o Miami Heat e registrou dois roubos de bola, dois rebotes e duas assistências em quinze minutos.
Em 14 de janeiro de 2014, Vogel foi nomeado treinador da Conferência Leste no All-Star Game de 2014.
Nessa temporada, eles terminaram com um recorde de 38-44 e não se classificaram para os playoffs.
Paul George se recuperou totalmente e fez parte da equipe All-Star Game de 2015. Apesar dos Pacers terem um recorde de 45-37 e irem para os playoffs, em 5 de maio de 2016, o presidente dos Pacers, Larry Bird, anunciou que o contrato do técnico Frank Vogel não seria renovado, citando a necessidade de "uma nova voz" para liderar os jogadores. No mesmo mês, o ex-treinador do Seattle SuperSonics e Portland Trail Blazers, Nate McMillan, foi promovido para substituir Vogel.
Os Pacers se classificaram para jogar nos playoffs da NBA em 2016 com um recorde de 42-40, o que lhes rendeu a 7° melhor campanha na Conferência Leste. Eles foram eliminados rapidamente pelo atual campeão, Cleveland Cavaliers, em quatro jogos.

### 2017–Presente: Era Pós-George

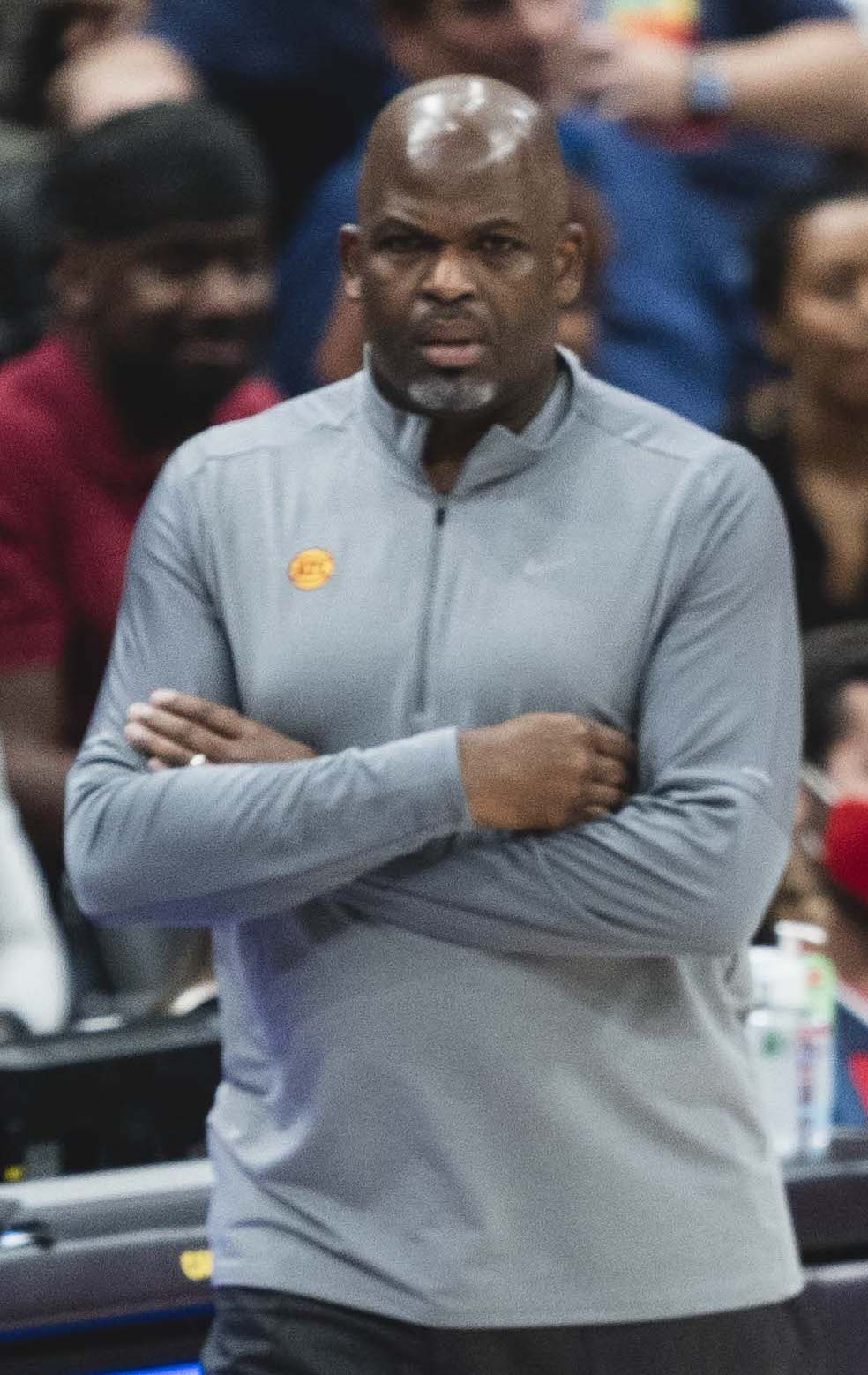
Nate McMillan, treinador dos Pacers a partir da temporada de 2016-17.

Em 30 de junho de 2017, Paul George foi negociado com o Oklahoma City Thunder em troca de Victor Oladipo e Domantas Sabonis. Os Pacers receberam críticas pesadas por essa troca, mas acabaria sendo a melhor temporada da carreira de Oladipo e resultando no Prêmio de Jogador que Mais Evoluiu na NBA. Sabonis também mostrou um aumento das principais estatísticas e liderou a equipe em rebotes durante a temporada de 2017-18.
Os Pacers terminaram a temporada com um recorde de 48-34, o que lhes rendeu a quinta melhor campanha na Conferência Leste. O recorde deles foi uma melhoria de seis jogos em relação à temporada passada com Paul George. Os Pacers enfrentou o Cleveland Cavaliers na primeira rodada dos playoffs pelo segundo ano consecutivo e foram eliminados mais uma vez.
Oladipo seria selecionado como uma reserva no All-Star Game de 2019. No entanto, enquanto jogava contra o Toronto Raptors em 23 de janeiro de 2019, ele deixou o jogo com um tendão quebrado e foi descartado pelo resto da temporada. Independentemente disso, a equipe novamente terminou a temporada com um recorde de 48-34 e garantiu uma vaga no playoffs pela quarta vez consecutiva. Eles foram eliminados na primeira rodada pelo Boston Celtics.
Na noite de abertura da temporada de 2019–20, os Pacers tiveram quatro novos titulares. Myles Turner juntou-se ao titular Domantas Sabonis, bem como às novas aquisições Malcolm Brogdon, T.J. Warren e Jeremy Lamb, que deve se tornar um dos principais reservas quando o armador Victor Oladipo retornar de uma lesão.
Após um início de temporada de 0–3, os Pacers tinham um recorde de 26–15 no meio da temporada, classificando-os em quinto lugar na Conferência Leste. Domantas Sabonis tinha a melhor média da carreira: 18,5 pontos, 12,4 rebotes e 5 assistências. Posteriormente, Sabonis foi nomeado para o All-Star Game pela primeira vez em sua carreira. Infelizmente, sua temporada foi terminada devido a uma lesão no pé.
Após a suspensão da temporada da NBA, os Pacers foram uma das 22 equipes convidadas para a Bolha da NBA. Os Pacers terminaria a temporadacom um recorde de 45-28 e se dirigiu aos playoffs como a 4ª cabeça-de-chave na Conferência Leste. Em 12 de agosto de 2020, a equipe anunciou que havia prorrogado o contrato de Nate McMillan. Eles enfrentaram o 5º colocado, Miami Heat, e perderam a série por 4-0.
Após a derrota para o Heat, os Pacers demitiram o técnico Nate McMillan, apesar da recente prorrogação de contrato. Em 20 de outubro de 2020, foi anunciado que o ex-assistente do Toronto Raptors, Nate Bjorkgren, havia assinado um contrato de vários anos para se tornar o novo técnico principal. Depois de perder os playoffs da NBA e em meio à tensão no vestiário, os Pacers demitiram Bjorkgren em 9 de junho de 2021. Em 24 de junho de 2021, a equipe anunciou que chegou a um acordo com o ex-técnico do Dallas Mavericks, Rick Carlisle, para se tornar o próximo treinador.

## Arenas

### Indiana State Fairgrounds Coliseum (1967–1974)
O Indiana State Fairgrounds Coliseum foi o lar dos Pacers de 1967 a 1974. Eles tiveram muito sucesso em seu mandato no Coliseum, vencendo três títulos da ABA. A equipe mudou-se para a Market Square Arena em 1974.

### Market Square Arena (1974– 1999)
A Market Square Arena foi o lar do Indiana Pacers de 1974 a 1999. O primeiro jogo realizado na arena foi um jogo de pré-temporada contra o Milwaukee Bucks. O primeiro jogo da ABA na arena foi realizado em 18 de outubro de 1974, contra o San Antonio Spurs; os Pacers perderam por 129-121 depois de uma dupla prorrogação. A primeira vitória dos Pacers na Market Square Arena ocorreu em 23 de outubro em um 122-107 sobre Spirits of St. Louis. Eles venceram seu último jogo em casa pela ABA no Market Square Arena: uma vitória por 109-95 contra o Kentucky Colonels.
Os Pacers continuaram jogando na Market Square Arena depois de ingressarem na NBA. O retorno de Michael Jordan ao Chicago Bulls após sua primeira aposentadoria ocorreu no Market Square Arena em 19 de março de 1995.
O último jogo dos Pacers a ser disputado no Market Square Arena foi um jogo de exibição de pré-temporada contra o Utah Jazz em 23 de outubro de 1999.

### Gainbridge Fieldhouse (1999–2021)

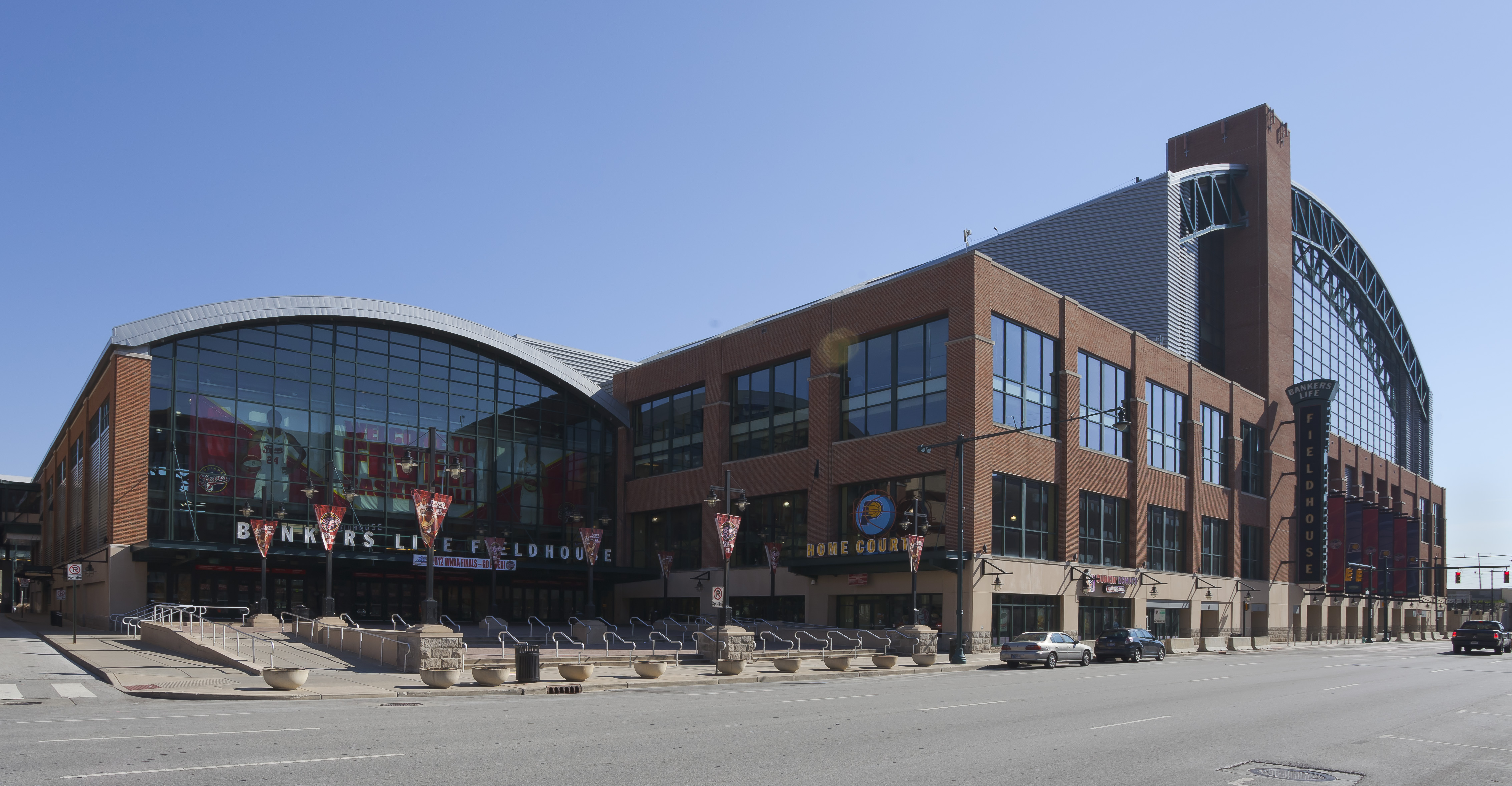
Gainbridge Fieldhouse em 2012.

A partir de 1999, a equipe jogou seus jogos em casa no Gainbridge Fieldhouse. O ginásio está localizado no centro de Indianapolis. Originalmente conhecida como Conseco Fieldhouse, e depois como Bankers Life Fieldhouse (de 2012 a 2021) a arena foi inaugurada oficialmente em 6 de novembro de 1999. Atualmente tem 18.165 lugares para jogos de basquete, abaixo dos 18.345 originais devido à remoção de bancos na arquibancada no extremo sul.
O Gainbridge Fieldhouse também é o lar do Indiana Fever da WNBA, que também é de propriedade de Herb Simon através da Pacers Sports & Entertainment (PS&E).
O ginásio é considerado uma das melhores arenas da NBA, sendo classificado como o local número 1 na NBA de acordo com o Sports Business Journal / Sports Business Daily Survey.
A arena adotou o nome atual em 27 de setembro de 2021, quando passou a ser patrocinada pela plataforma financeira de Indianápolis, Gainbridge.

### Logotipos e uniformes
As cores do Indiana Pacers são azul marinho, amarelo (dourado), cinza e branco. As cores originais da equipe, azul e amarelo, usando um tom mais médio de azul, vieram da bandeira de Indiana. O uniforme usado fora de casa é azul com detalhes amarelos.
Um de seus uniformes mais emblemáticos, usado de 1990 a 1997, e o uniforme que lançou Reggie Miller ao estrelato, foram projetados pela atleta americana, Florence Griffith-Joyner, e apresentavam um conjunto moderno que lembrava Helvetica. As camisas eram muitas vezes referidas como "Flo-Jos" pelos fãs do Pacers.
Em 21 de julho de 2015, o Indiana Pacers, em colaboração com o Metro-Goldwyn-Mayer (MGM) Studios, revelou um novo uniforme baseado no filme Hoosiers de 1986. Os Pacers usaram esses uniformes marrons e dourados de "Hickory" (o nome e as cores da escola de ficção do filme) para vários jogos em casa e alguns jogos fora de casa selecionados durante a temporada de 2015-16. É a primeira vez que uma grande equipe profissional de esportes da América do Norte usa um uniforme baseado em um filme.
O Indiana Pacers revelou novos uniformes e logotipos para coincidir com o contrato de uniforme da NBA com a Nike em 28 de julho de 2017.

## Rivalidades

### Detroit Pistons
Os Pacers e os Pistons se encontraram pela primeira vez nos playoffs de 1990. Os Pistons venceram os Pacers em três jogos seguidos a caminho do seu segundo título consecutivo da NBA. Mas a rivalidade realmente começou na temporada de 2003-04. Em 19 de novembro de 2004, no The Palace of Auburn Hills, ocorreu uma briga que ficou conhecido como Malice at the Palace. Todos os envolvidos foram suspensos por vários jogos. Ron Artest, que começou a briga, teve a maior penalidade da história: ficou de fora da temporada inteira.
Naquele ano, eles se encontraram nas semifinais da Conferência Leste com os Pacers saindo derrotados.
Ao todo, os Pacers venceram 116 jogos contra 114 dos Pistons.

### New York Knicks
Durante os anos 90, os Knicks e os Pacers eram times de playoffs perenes. Eles se enfrentaram nos playoffs em 6 ocasiões de 1993 a 2000, alimentando uma rivalidade simbolizada pela inimizade entre Miller e Spike Lee, o proeminente fã dos Knicks. Em 2013, o Indiana venceu o Knicks por 4–2 nas semifinais da Conferência Leste, já em 2024 após 11 anos sem as duas franquias se enfrentarem nos playoffs, o Indiana se classificou em 7 jogos para as finais de Conferência, e novamente em 2025 o Indiana venceu outra série contra o Knicks, dessa vez nas finais da Conferência em 6 jogos, com o armador Tyrese Haliburton tendo recriado a provocação icônica de Reggie Miller em pleno Madison Square Garden no jogo 1 da série.
Ao todo, o retrospecto é de 126 contra 126.

### Miami Heat
Uma recente rivalidade com o Miami Heat foi desencadeada após diversas brigas nos jogos dos playoffs. Eles se enfrentaram em 3 ocasiões com o Heat ganhando todos eles com a ajuda de LeBron James.
Ao todo, os Pacers venceram 86 jogos contra 75 do Heat.

## Jogadores

### Direitos de draft retidos
Os 76ers detêm os direitos de draft para os seguintes picks de draft não assinados que jogam fora da NBA. Um jogador sorteado, seja um recrutador internacional ou um recruta da faculdade que não seja assinado pela equipe que o recrutou, tem permissão para assinar com qualquer equipe que não seja da NBA. Nesse caso, a equipe reterá os direitos de draft do jogador na NBA até um ano após o término do contrato do jogador com a equipe que não pertence à NBA. Esta lista inclui direitos de draft que foram adquiridos de negociações com outras equipes.
| Draft | Round | Escolha | Jogador     | Pos. | Nacionalidade | Time atual                           | Notas                           | Ref     |
| ----- | ----- | ------- | ----------- | ---- | ------------- | ------------------------------------ | ------------------------------- | ------- |
| 2023  | 2     | 47      | Mojave King | G    | Nova Zelândia | New Zealand Breakers (Nova Zelândia) | Adquirido do Los Angeles Lakers | [ 115 ] |

### Números Aposentados
| Números aposentados |                 |         |                  |                       |
| No.                 | Jogador         | Posição | Período          | Data da aposentadoria |
| 30                  | George McGinnis | F       | 1971–75, 1980–82 | 2 de Novembro de 1985 |
| 31                  | Reggie Miller   | G       | 1987–2005        | 30 de março de 2006   |
| 34                  | Mel Daniels     | C       | 1968–74          | 2 de Novembro de 1985 |
| 35                  | Roger Brown     | F       | 1967–74, 1975    | 2 de Novembro de 1985 |
| 529                 | Bobby Leonard 1 | —       | 1968–80          | 15 de Março de 1996   |

1 É um técnico; o número representa suas 529 vitórias no comando dos Pacers.

## Estatísticas gerais
Estatísticas atualizadas em 14 de março de 2025.

### Jogos
| #   | País           | Nome          | Período              | Jogos |
| --- | -------------- | ------------- | -------------------- | ----- |
| 1.  | Estados Unidos | Reggie Miller | 1987–2005            | 1.389 |
| 2.  | Países Baixos  | Rik Smits     | 1988–2000            | 867   |
| 3.  | Estados Unidos | Vern Fleming  | 1985–1995            | 816   |
| 4.  | Estados Unidos | Jeff Foster   | 2000–2012            | 764   |
| 5.  | Estados Unidos | Dale Davis    | 1992–2000; 2004–2005 | 671   |
| 6.  | Estados Unidos | Myles Turner  | 2015–                | 642   |
| 7.  | Estados Unidos | Billy Knight  | 1975–1977; 1979–1983 | 585   |
| 8.  | Estados Unidos | Herb Williams | 1982–1989            | 577   |
| 9.  | Estados Unidos | Freddie Lewis | 1967–1974; 1976–1977 | 575   |
| 10. | Estados Unidos | Roger Brown   | 1967–1974; 1974–1975 | 559   |

### Pontos
| #   | País           | Nome            | Período              | Pontos |
| --- | -------------- | --------------- | -------------------- | ------ |
| 1.  | Estados Unidos | Reggie Miller   | 1987–2005            | 25,279 |
| 2.  | Países Baixos  | Rik Smits       | 1988–2000            | 12,871 |
| 3.  | Estados Unidos | Billy Knight    | 1975–1977; 1979–1983 | 10,780 |
| 4.  | Estados Unidos | Roger Brown     | 1967–1974, 1974-75   | 10,058 |
| 5.  | Estados Unidos | Jermaine O'Neal | 2001–2008            | 9,580  |
| 6.  | Estados Unidos | Danny Granger   | 2006–2014            | 9,571  |
| 7.  | Estados Unidos | George McGinnis | 1971–1979; 1979–1982 | 9,545  |
| 8.  | Estados Unidos | Vern Fleming    | 1985–1995            | 9,535  |
| 9.  | Estados Unidos | Mel Daniels     | 1968–1974            | 9,314  |
| 10. | Estados Unidos | Freddie Lewis   | 1967–1974; 1976-1977 | 9,257  |

### Assistências
| #   | País           | Nome              | Período              | Assistências |
| --- | -------------- | ----------------- | -------------------- | ------------ |
| 1.  | Estados Unidos | Reggie Miller     | 1987–2005            | 4,141        |
| 2.  | Estados Unidos | Vern Fleming      | 1985–1995            | 4,038        |
| 3.  | Estados Unidos | Mark Jackson      | 1995–2000            | 3,294        |
| 4.  | Estados Unidos | Jamaal Tinsley    | 2002–2008            | 2,786        |
| 5.  | Estados Unidos | Don Buse          | 1972–1977; 1980–1982 | 2,737        |
| 6.  | Estados Unidos | Freddie Lewis     | 1967–1974; 1976-1977 | 2,279        |
| 7.  | Estados Unidos | Tyrese Haliburton | 2022–                | 2,259        |
| 8.  | Estados Unidos | Roger Brown       | 1967–1974; 1974–1975 | 2,214        |
| 9.  | Estados Unidos | T. J. McConnell   | 2019–                | 2,080        |
| 10. | Estados Unidos | Bill Keller       | 1969–1976            | 1,980        |

### Rebotes
| #   | País           | Nome            | Período              | Rebotes |
| --- | -------------- | --------------- | -------------------- | ------- |
| 1.  | Estados Unidos | Mel Daniels     | 1968–1974            | 7,643   |
| 2.  | Estados Unidos | Dale Davis      | 1992–2000; 2004–2005 | 6,006   |
| 3.  | Países Baixos  | Rik Smits       | 1988–2000            | 5,277   |
| 4.  | Estados Unidos | Jeff Foster     | 2000–2012            | 5,248   |
| 5.  | Estados Unidos | George McGinnis | 1971–1979; 1979–1982 | 5,219   |
| 6.  | Estados Unidos | Jermaine O'Neal | 2001–2008            | 4,933   |
| 7.  | Estados Unidos | Bob Netolicky   | 1967–1972; 1973–1976 | 4,566   |
| 8.  | Estados Unidos | Herb Williams   | 1982–1989            | 4,494   |
| 9.  | Estados Unidos | Myles Turner    | 2015–                | 4,349   |
| 10. | Estados Unidos | Reggie Miller   | 1987–2005            | 4,182   |

## Treinadores principais
Houve 13 treinadores da franquia Pacers. Larry Staverman foi o primeiro treinador da equipe em 1967, quando eles estavam na ABA. O treinador com mais vitórias na história da franquia é Bobby Leonard com 529 em suas 12 temporadas na equipe.
Em 1993, Larry Brown ingressou na franquia e levou o time a muitas participações nos playoffs, quando Reggie Miller se transformou em uma super estrela e eventual Hall da Fama. Larry Bird assumiu a equipe em 1997 e ficou até 2000. Bird levou os Pacers para sua única aparição nas finais da NBA na temporada de 1999-2000.
Em 24 de junho de 2021, os Pacers recontrataram Rick Carlisle para uma terceira passagem como treinador principal da equipe.
| #  | Nome            | Temporadas    | Temporada regular | Temporada regular | Temporada regular | Temporada regular | Playoffs | Playoffs | Playoffs | Playoffs | Conquistas                                        | Referências |
| #  | Nome            | Temporadas    | J                 | V                 | D                 | %                 | J        | V        | D        | %        | Conquistas                                        | Referências |
| -- | --------------- | ------------- | ----------------- | ----------------- | ----------------- | ----------------- | -------- | -------- | -------- | -------- | ------------------------------------------------- | ----------- |
| 1  | Larry Staverman | 1967–1968     | 87                | 40                | 47                | .460              | 3        | 0        | 3        | .000     |                                                   | [ 121 ]     |
| 2  | Bobby Leonard   | 1968–1980     | 985               | 529               | 456               | .537              | 116      | 69       | 47       | .595     | 3 títulos da ABA (1970, 1972, 1973)               | [ 122 ]     |
| 3  | Jack McKinney   | 1980–1984     | 328               | 125               | 203               | .381              | 2        | 0        | 2        | .000     | Treinado do Ano de 1980–81                        | [ 124 ]     |
| 4  | George Irvine   | 1984–1986     | 164               | 48                | 116               | .293              | —        | —        | —        | —        |                                                   | [ 125 ]     |
| 5  | Jack Ramsay     | 1986–1988     | 171               | 79                | 92                | .462              | 4        | 1        | 3        | .250     | Um dos 10 melhores treinadores da história da NBA | [ 126 ]     |
| 6  | Mel Daniels     | 1988          | 2                 | 0                 | 2                 | .000              | —        | —        | —        | —        |                                                   | [ 127 ]     |
| —  | George Irvine   | 1988–1989     | 20                | 6                 | 14                | .300              | —        | —        | —        | —        |                                                   |             |
| 7  | Dick Versace    | 1989–1990     | 160               | 73                | 87                | .456              | 3        | 0        | 3        | .000     |                                                   | [ 128 ]     |
| 8  | Bob Hill        | 1990–1993     | 221               | 113               | 108               | .511              | 12       | 3        | 9        | .250     |                                                   | [ 129 ]     |
| 9  | Larry Brown     | 1993–1997     | 328               | 190               | 138               | .579              | 38       | 22       | 16       | .579     |                                                   | [ 130 ]     |
| 10 | Larry Bird      | 1997–2000     | 214               | 147               | 67                | .687              | 52       | 32       | 20       | .615     | Treinador do Ano de 1997–98                       | [ 131 ]     |
| 11 | Isiah Thomas    | 2000–2003     | 246               | 131               | 115               | .533              | 15       | 5        | 10       | .333     |                                                   | [ 132 ]     |
| 12 | Rick Carlisle   | 2003–2007     | 328               | 181               | 147               | .552              | 35       | 18       | 17       | .514     |                                                   | [ 133 ]     |
| 13 | Jim O'Brien     | 2007–2011     | 290               | 121               | 169               | .417              | —        | —        | —        | —        |                                                   | [ 134 ]     |
| 14 | Frank Vogel     | 2011–2016     | 431               | 250               | 181               | .580              | 59       | 30       | 29       | .508     |                                                   | [ 135 ]     |
| 15 | Nate McMillan   | 2016–2020     | 319               | 183               | 136               | .574              | 19       | 3        | 16       | .158     |                                                   | [ 136 ]     |
| 16 | Nate Bjorkgren  | 2020–2021     | 72                | 34                | 38                | .472              | —        | —        | —        | —        |                                                   | [ 137 ]     |
| —  | Rick Carlisle   | 2021–Presente | 246               | 107               | 139               | .435              | 15       | 8        | 7        | .533     |                                                   |             |

## Mascote e Cheerleaders
Boomer, a pantera dos Pacers, é o mascote oficial da equipe desde a temporada de 1991-92.

Fundados em 1967, mesmo ano da franquia, os Indiana Pacemates eram um dos esquadrões originais de dança esportiva profissional e a primeira entidade desse tipo na NBA. Originalmente conhecido na era ABA como Marathon Scoreboard Girls, e mais tarde como Paul Harris Paceetters, o nome Pacemates é usado desde a temporada de 1972-73.